# پل هرست
پل کوئنتین هرست (به انگلیسی: Paul Quentin Hirst)؛ (۲۰ می ۱۹۴۶–۱۷ ژوئن ۲۰۰۳) جامعه‌شناس و نظریه‌پرداز سیاسی بریتانیایی بود. او در سال ۱۹۸۵ استاد نظریه اجتماعی در کالج بیرکبک، لندن شد و تا زمان مرگش بر اثر سکته مغزی و خونریزی مغزی این سمت را حفظ کرد.

## زندگینامه
در ۲۰ می ۱۹۴۶، هرست در هولبتون، دوون زاده شد. پدرش در نیروهای مسلح بود و بخشی از دوران کودکی را در آلمان سپری کرد. او به مدرسه گرامر در پلیموث رفت، رشته علوم اجتماعی را در دانشگاه لستر خواند، جایی که سامی زبیدا استادش بود. کارشناسی ارشد را در رشته جامعه‌شناسی از دانشگاه ساسکس گرفت.
هرست در سال ۱۹۶۹ در کالج بیرکبک سخنرانی کرد. در سال ۱۹۷۲، او از اعضای مؤسس گروه سیاست و جامعه‌شناسی در بیرکبک بود. وی در سال ۱۹۷۸ به عنوان مربی و هفت سال بعد به عنوان استاد نظریه اجتماعی منصوب شد.
در طول دهه ۱۹۷۰ او (به همراه بری هیندس) به عنوان چهره اصلی مارکسیسم ساختارگرا بریتانیا شناخته شد. با این حال، در اواخر دهه ۱۹۷۰ و ۱۹۸۰، هرست به منتقد خوانش مارکسیسم لوئی آلتوسر تبدیل شد. با تکیه بر میشل فوکو بلکه ویلارد کواین و لودویگ ویتگنشتاین، او ذات‌گرایی، گفتمان‌های معرفت‌شناختی و امکان هر نظریه کلی را در حرکتی علیه امپریالیسم ساخت‌گرای جامعه‌شناختی نقد کرد. او در کار خود در مورد حکومت دموکراتیک به عقاید کثرت‌گرایان سیاسی انگلیسی گرایش یافت: جان نویل فیگیس، جرج داگلاس هوارد کول، و هارولد لاسکی. در اواخر دهه ۱۹۸۰ و اوایل دهه ۱۹۹۰، هرست نظریه سوسیالیسم را توسعه داد که تلاش کرد سوسیال دموکراسی را با ارائه جایگزینی برای سوسیالیسم دولتی و لیبرالیسم بازار آزاد احیا کند. او همچنین کمک های مهمی به نظریه انتقادی حقوقی کرد.
کار بعدی او با گراهام تامپسون منجر به انتقادی اثرگذار از نظریه‌های مد روز اقتصادی جهانی‌شدن گردید که اهمیت مستمر دولت-ملت را نشان داد. کتاب «جنگ و قدرت» او تحلیلی تاریخی - جامعه‌شناختی از توسعه دولت و نظام دولتی مدرن است و به برخی از چالش‌های سیاسی کنونی از جمله تغییرات اقلیمی می‌پردازد. آخرین کتابش «فضا و قدرت» به وضوح دامنه فکریش را نشان داد. او در این کتاب به بررسی رابطه بین فضا و قدرت می‌پردازد و استدلال می‌کند اعمال قدرت هم محدود به محیط ساخته شده است و هم شخصیت محیط ساخته شده را شکل می‌دهد. 
او با مارک کازنز، کالین مک‌کیب و ریچارد همفریس کنسرسیوم لندن را در سال ۱۹۹۳ تأسیس کرد. وی ریاست کمیته اجرایی منشور ۸۸ را بر عهده داشت و یکی از اولین و منظم‌ترین همکاران وب‌سایت سیاسی دموکراسی‌باز در بریتانیا بود.
پل هرست در ۵۷ سالگی در ۱۷ ژوئن ۲۰۰۳ در لندن اثر سکته مغزی و خونریزی مغزی درگذشت.

### مجلات
- دولت‌گرایی، کثرت‌گرایی و کنترل اجتماعی، مجله جرم‌شناسی بریتانیا، جلد ۴۰، شماره ۲، (۱ مارس ۲۰۰۰)، صص ۲۷۹–۲۹۵.[۴]

## ادامه مطلب
- کاترل، راجر: پل هرست (۱۹۴۶–۲۰۰۳)، خبرنامه حقوقی اجتماعی، شماره ۴۱، زمستان ۲۰۰۳، صص ۷–۶.